# Berlandina cinerea
Berlandina cinerea là một loài nhện trong họ Gnaphosidae. Loài này săn mồi ban đêm trong khi ban ngày thì ẩn mình dưới các tảng đá và lá cây. Cơ thể chúng có hình oval, hẹp và chỉa về phia sau.
Loài này thuộc chi Berlandina. Berlandina cinerea được miêu tả năm 1872 bởi Menge.

## Hình ảnh

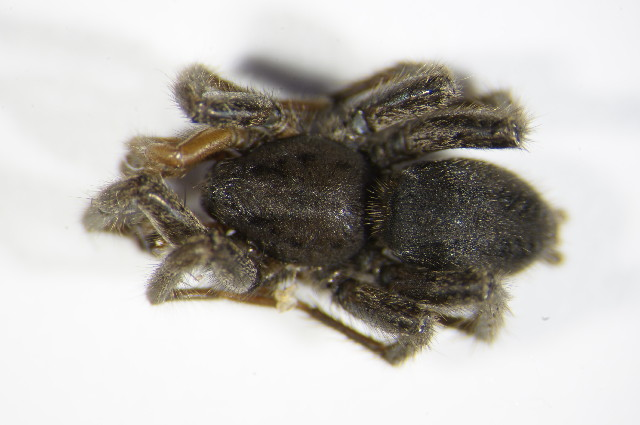